# 片方信也
片方信也（かたがた しんや、1943年 - ）は日本の都市研究者。日本福祉大学名誉教授。専門は都市計画・建築計画。博士（工学）。
新建築家技術者集団全国代表幹事。京都・まちづくり市民会議代表。
沖縄連帯伏見の会代表。一級建築士事務所 企業組合もえぎ設計サポーター（非従事組合員）。

## 経歴
岩手県生まれ。岩手県立黒沢尻北高等学校を経て、1966年北海道大学工学部建築学科を卒業し、1969年京都大学大学院工学研究科建築学専攻修士課程修了。京都大学助手を経て、1995年から日本福祉大学に。健康科学部や情報社会科学部教授歴任。2014年退職。
博士号は論文「大都市における居住環境整備計画に関する研究」にて1979年に京都大学より取得。

## 主要著書
『都市ビジョンの科学: 京都の実験』（三省堂, 1988）『景観 くらし息づくまちをつくる』『まちづくり構想計画 京都の景観と改良住宅』(部落研ブックレット3)『住む 都市と居住空間の設計』（つむぎ出版/2000）、『西陣―織のまち・京町家』（つむぎ出版/2007）『住環境の計画5 住環境を整備する』（彰国社、1991年）『「歴史的街区」は再生できるのか』（2013年　かもがわ出版）『西山夘三の住宅・都市論』（日本経済評論社）など。